# Бен-Амера
Бен-Амера (араб. بن عميرة‎) — второй по величине монолит в мире и крупнейший в Африке. Расположен в Мавритании, недалеко от границы с Западной Сахарой, в 103 км от города Атар. Рядом находится одноимённый населённый пункт. Является одной из достопримечательностей по маршруту между Нуадибу и Зуэратом.